# Fylaktí
Fylaktí (Fylakti, Sermeniko, Sermenikon) är en ort i Grekland.   Den ligger i prefekturen Nomós Kardhítsas och regionen Thessalien, i den centrala delen av landet, 230 km nordväst om huvudstaden Aten. Fylaktí ligger 1 017 meter över havet och antalet invånare är 278.
Terrängen runt Fylaktí är kuperad åt sydost, men åt nordväst är den bergig. Runt Fylaktí är det glesbefolkat, med 12 invånare per kvadratkilometer. Närmaste större samhälle är Mavrommáti, 13,4 km norr om Fylaktí. I omgivningarna runt Fylaktí växer i huvudsak blandskog.